# Ulrich Mohrbutter
Ulrich Mohrbutter (* 4. Januar 1889 in Oldenburg; † 21. Januar 1971 in Birkenstein, Bayern) war ein deutscher Filmproduzent (Produktions- und Herstellungsleiter sowie Herstellungsgruppenleiter) und Seeoffizier der Kaiserlichen- wie Reichsmarine.

## Leben und Wirken
Mohrbutter hatte 1907 eine insgesamt 21 Jahre währende militärische Karriere bei der kaiserlichen Kriegsmarine eingeschlagen und war während des Ersten Weltkriegs Kommandant von UC 5, bis sein Boot am 27. April 1916 vor der britischen Küste auf Grund lief und die Mannschaft in Kriegsgefangenschaft geriet. Nach seiner Rückkehr wurde Mohrbutter 1919 zum Kapitänleutnant befördert, quittierte aber Anfang 1926 den Dienst.
Im Januar 1929 wechselte der gebürtige Oldenburger zur UFA und übernahm die Geschäftsleitung von deren Berliner Capitol-Kinos. UFA-Chef Ernst Hugo Correll holte Mohrbutter noch im selben Jahr als Aufnahmeleiter zur Filmproduktion, 1935 begann er seine Tätigkeit als Produktionsleiter. In dieser Eigenschaft stellte Ulrich Mohrbutter nur sechs Jahre lang Filme her – darunter der antibritische, dem ehemaligen Tauchbootkommandanten Mohrbutter thematisch vertraute und das Leben des deutschen U-Boot-Fahrers heroisierende Propagandastoff U-Boote westwärts!. In dieser Produktion absolvierte der Produzent auch einen kurzen Auftritt als britischer Kommandant eines Zerstörers. Von 1942 bis Kriegsende war Mohrbutter Leiter der UFA-Synchronabteilung.
Nach 1945 arbeitete Mohrbutter wenige Monate für Münchner und Frankfurter Verleihfirmen, zuletzt wirkte er als Lektor (für Drehbücher) und Kalkulator für die ‘Deutsche Wirtschaftsförderung und Treuhand GmbH’ in Frankfurt am Main, die über die Vergabe von Filmförderungsgeldern zu entscheiden hatte.
Sein 1924 geborener Sohn Jürgen Mohrbutter arbeitete als Aufnahmeleiter, Produktionsleiter und Produzent beim Film und Fernsehen.

## Filmografie (Auswahl)
- 1935: Zigeunerbaron
- 1936: Waldwinter
- 1936: Inkognito
- 1937: Wenn Frauen schweigen
- 1937: Verklungene Melodie
- 1937/53: Starke Herzen
- 1938: Nordlicht
- 1939: Der Vorhang fällt
- 1939: Zwölf Minuten nach Zwölf
- 1940: Kriminalkommissar Eyck
- 1940: Wie konntest Du, Veronika!
- 1941: U-Boote westwärts! (auch Schauspieler)
- 1941/43: Nacht ohne Abschied